# Rhopalophora casignata
Rhopalophora casignata es una especie de escarabajo longicornio del género Rhopalophora, categorizada en la tribu Rhopalophorini, de la subfamilia Cerambycinae. Fue descrita por Martins & Napp en 1989.
Mide 6,6-7,3 mm de longitud. Se distribuye por Ecuador.